# Cisiane Lopes
Cisiane Dutra Lopes (Jaboatão dos Guararapes, 17 de fevereiro de 1983) é uma marchadora brasileira.
Em 2011 e 2015, respectivamente, integrou a delegação brasileira nos Jogos Pan-Americanos de Guadalajara e de Toronto.
Em 2016 participou dos Olimpíadas do Rio de Janeiro na modalidade marcha atlética de 20 km, mas foi eliminada na fase preliminar, ficando com a 49ª colocação.